# Острів Джексона
О́стрів Джексона (рос. Остров Джексона) — острів в Північному Льодовитому океані, у складі архіпелагу Земля Франца-Йосифа. Адміністративно відноситься до Приморського району Архангельської області Росії.

## Географія
Острів знаходиться в північній частині архіпелагу, входить до складу Землі Зичі. Розташований на південний захід від острова Карла-Александра, від якого відокремлений протокою Бака. На південному сході Італійською протокою відокремлений від острова Паєра, на південному заході протокою Бута відокремлений від острова Циглера.
На півночі острова міститься глибока затока Де-Лонга, на південному заході — бухта Каньї. В протоці Бака острів має декілька мисів — Черепкова, Крючок та Кремсмюнстер. Бухта Каньї обмежена мисами Ольє та Стеккена. На південному заході знаходяться миси Норвегія та Мілла, на півночі — мис Хелланда та Бистрова, які обмежовують затоку Де-Лонга.
На острові, особливо у західній його частині, багато озер.

## Історія
Острів відкритий 1873 року Австро-Угорською полярною експедицією Юліуса Паєра 1872–1874 років. Названий на честь англійського полярного дослідника Фредеріка Джексона, який досліджував окремі острови архіпелагу. На мисі Норвегія в 1895–1896 роках зазимували Фрітьйоф Нансен та Ялмар Йогансен після невдалої спроби досягти полюса. Сам Джексон так ніколи і не побував на острові, названого на його честь: в березні 1896 року він не дійшов до мису Норвегія всього 35 морських миль.